# Choi Hong-man
Choi Hong-man (en hangul, 최홍만; en hanja, 崔洪萬) (30 de octubre de 1980), a menudo occidentalizado como Hong-man Choi, es un luchador de ssireum, kickboxer y artista marcial mixto surcoreano. Choi ganó el K-1 World Grand Prix 2005 in Seoul venciendo a Kaoklai Kaennorsing en la final. Mide 2,18 m, y pesa entre 140 kg y 175,5 kg.

## Carrera profesional

### Ssireum (hasta 2004)
En el Campeonato de Ssireum 2003, ganó el título contra su rival de mucho tiempo, Kim Young-hyun. Un año después, llegó a la final nuevamente, donde fue derrotado por Kim. En todos los estilos de deportes de combate, no existen registros de una pelea con tales proporciones físicas entre dos atletas. Choi pesaba 175,5 kg con una altura de 2,18 m, Kim pesaba 167,8 kg con una altura de 2,17 m. Incluso el campeonato de peso pesado de la AMB entre Nikolay Valuev (2,13 m con 146,2 kg) y Jameel McCline (1,98 m con 121,7 kg), que se considera un récord en el boxeo en términos de físico, no posee la envergadura de este combate.

### K-1 (2005-2008)
Preparado para su carrera de kickboxing por el luchador de K-1 Nicholas Pettas, debutó en la lucha de K-1 en el evento World GP 2005 en Seúl en marzo de 2005, el cual ganó en la final contra Kaoklai Kaennorsing. En la Eliminación Final, derrotó a Bob Sapp con una decisión de 2-0, y finalmente perdió ante Remy Bonjasky en la Final del Gran Premio Mundial.
Recibió su apodo de «Techno Goliat» (테크노 골리앗) cuando era luchador de ssireum en Corea del Sur, ya que después de una victoria bailaba música tecno. Se le conoce en la televisión japonesa y en los artículos de noticias como el «Monstruo coreano» (コ リ ア ン ・ モ ン ス タ ー).
Comenzó la temporada 2006 en el K-1 World GP en Las Vegas con una victoria por decisión unánime sobre Sylvester Terkay, también conocido como «The Predator». Su nuevo entrenador fue el exluchador japonés coreano de K-1 Kin Taiei (también conocido como Taiei Kin).
Una de las peleas más notables de Choi fue contra el campeón mundial de K-1, Semmy Schilt, en el evento World GP 2006 en Seúl. La pelea fue única debido al enorme tamaño y peso de ambos luchadores (Schilt: 2,12 m y 128 kg; Choi: 2,18 m y 161 kg). Choi ganó la pelea por decisión 2-0, pero fue una victoria disputada.
El 30 de septiembre de 2006, Choi luchó contra Jérôme Le Banner en las eliminaciones finales y perdió después de 3 asaltos y 1 asalto adicional por puntos. Después de la pelea, Le Banner dijo: «Es peligroso, sus rodillas ya están casi al nivel de mi cabeza, ¡no es humano! Pero es un buen tipo y me gusta, es muy duro, quizá el tipo más fuerte en K-1, y tiene huesos duros, cuando lo pateé, ¡me dolió la pierna! ¡Estoy seguro de que con más experiencia, en dos años nadie podrá noquearlo!»
El 4 de marzo de 2007, en el Gran Premio Mundial de Yokohama, fue derrotado por primera vez en su carrera. Mighty Mo aterrizó su característico volado directo a la barbilla y Choi no pudo volver a ponerse de pie. En esta pelea pesó 165,4 kg, fue muy lento y muchos dicen que fue su peor actuación. El propio Choi declaró en una entrevista unos seis meses después: «En ese momento, no estaba en forma, por lo que no entrené en absoluto».
El 5 de agosto en el Gran Premio Mundial de Asia en Hong Kong, venció a Gary Goodridge por nocaut a las 1:34 en el primer asalto. Pesaba 163,5 kg. Notable en esta pelea fue su guardia. Desde su debut en K-1 en 2005, ha peleado con una guardia ortodoxa. Sin embargo, en esta pelea, adoptó por primera vez una guardia zurda. Esta fue una estrategia de su entrenador Kin Taiei para un eventual reencuentro con Mighty Mo (para bloquear mejor su peligroso volado de derecha).
El 29 de septiembre en K-1 Final Eliminations en Seúl, luchando con una guardia zurda nuevamente, redimió su derrota anterior y derrotó a Mighty Mo por decisión. La victoria fue difícil porque Mo pudo conectar muchos golpes directos en la cabeza de Choi, mientras que el surcoreano falló la mayoría de sus golpes. Sin embargo, debido a una patada que Choi le dio a la ingle de Mighty Mo en el segundo asalto, inexplicablemente se dictaminó una caída con conteo incluido. Mighty Mo fue citado en la entrevista posterior a la pelea: «Él (Choi) parecía un poco más fuerte porque lo golpeé con algunos buenos golpes y no se cayó, así que me sorprendió, en realidad fue más fuerte a que como lo golpeé antes. Debe haber estado practicando para recibir golpes».
En el torneo World Grand Prix Final 2007, el 8 de diciembre, volvió a perder por decisión ante Jérôme Le Banner. Choi fue anunciado por Jimmy Lennon Jr. con un peso de 166,6 kg, el peso más pesado de su carrera K-1 (2005-2008). Después de la pelea Choi dijo: «Él (Jérôme) ha sido mi oponente más duro, quien fue capaz de resistir mis poderosos golpes y contraatacar con velocidad. Admiro su fuerza física y estoy seguro que con más experiencia podrá vencer él».
El 27 de septiembre regresó a K-1, en K-1 final Elimination in Seoul, y luchó contra el actual campeón de peso pesado Badr Hari. Después de tres asaltos, la esquina de Choi tiró la toalla debido a una lesión en las costillas. Aunque Hari no pudo tumbar a Choi con dos fuertes golpes lanzados en el primer y segundo asaltos, en el tercer asalto comenzó a apuntar a la caja torácica de Choi con puñetazos y patadas. Un dato notable es que entre los años 2008 y 2009, Hari peleó 14 combates y solo perdió 3 de ellos, uno por descalificación contra Remy Bonjasky, dos por KO contra Alistair Overeem y Semmy Schilt, y de sus 11 victorias, ganó 8 veces por KO en el primer asalto. Choi declaró antes de su pelea contra Hari: «Es un gran peleador, pero seré diferente de los que cayeron en el primer asalto». Choi fue el único de los 11 oponentes derrotados de Hari entre 2008 y 2009 que pudo recibir sus mejores golpes y patadas en la cabeza, el cuerpo y las piernas sin caer ni una vez. Hari dijo después de la pelea, «traté de noquearlo en el primer asalto, pero tiene un mentón muy fuerte».
Desde su última pelea, Choi ha perdido mucho peso. Fue anunciado con un peso de 149 kg.
Choi fue elegido como primer peleador de reserva contra Ray Sefo en las Finales del Campeonato K-1 de 2008, que perdió por decisión unánime. La versión en inglés de la pelea de HDNet Fights fue comentada por Michael Schiavello y Mike Kogan, el co-comentarista fue Kimbo Slice. Slice dijo que vio a Choi el día anterior en el desayuno y señaló lo grande y enorme que es. Slice: «Hong-man es un tipo realmente grande, es muy alto. Pelear contra él sería un verdadero desafío para cualquier peleador». En los últimos 23 segundos de la pelea, Sefo conectó un derechazo muy fuerte a la mandíbula de Choi, pero el surcoreano lo tomó sin ningún daño. Sefo noqueó a muchos oponentes con la misma mano derecha, incluidos Jérôme Le Banner, Gary Goodridge y Ruslan Karaev. Schiavello señaló como el mismo golpe rompió la mandíbula de Le Banner en cuatro lugares, y Kogan declaró: «Para crédito de Choi, no creo que la gente se dé cuenta del poder de los golpes de Sefo. Eso aterrizó al ras de su mandíbula, y Choi simplemente se sacudió y siguió avanzando, eso es ridículo».

### Carrera de artes marciales mixtas (2006-2009)

#### K-1Dynamite
El 31 de diciembre, Choi peleó su primera pelea de artes marciales mixtas en K-1 Dynamite, enfrentándose a la ex estrella de televisión Bobby Ologun, a quien Choi superó por un amplio margen. Ologun cargó y falló una patada voladora, luego de lo cual Choi lo arrastró al centro del cuadrilátero y lo golpeó. Como Ologun parecía negarse a defenderse, el árbitro detuvo el partido en solo 16 segundos con una victoria para el coreano.
Choi estaba programado para enfrentarse al ex campeón de World Wrestling Entertainment, New Japan Pro-Wrestling y National Collegiate Athletic Association, Brock Lesnar, en el evento de promoción combinada K-1 Dynamite! USA, un evento pago por evento en Los Angeles Memorial Coliseum, el 2 de junio de 2007. Sin embargo, según se ha informado, debido a un tumor benigno en su glándula pituitaria, a Choi se le negó su licencia de boxeador de California el 23 de mayo de 2007. Diez días antes del evento programado, Choi fue reemplazado en la pelea por su compañero luchador surcoreano Kim Min-soo.
Se confirmó su pelea contra el ex campeón de peso pesado de Pride Fiódor Yemeliánenko en Yarennoka en la víspera de Año Nuevo. Choi abrió la pelea aterrizando sobre Fedor durante un intento de derribo, después de lo cual el ruso intentó una armbar desde abajo sin éxito. La secuencia se repitió, solo que en la segunda vez Fedor mostró la diferencia en experiencia y sujetó firmemente el brazo, lo que obligó a Choi a rendirse en el minuto 1:54.
Choi peleó de nuevo en Dynamite!! 2008, siendo programado para pelear contra Mirko «Cro Cop» Filipovic. La pelea fue más larga, ya que a Cro Cop, un peleador especialista en K-1, le resultó difícil atacar a un Choi más grande. Conectó varias patadas bajas durante el asalto, lo que eventualmente causó suficiente daño para que la pelea se detuviera con un TKO para Cro Cop.

#### DREAM
El próximo combate de MMA de Choi sería para la promoción DREAM. Se enfrentó al jugador de béisbol retirado José Canseco en un combate de AMM el 26 de mayo de 2009 como parte de su Torneo Super Hulk. Choi venció a Canseco en 1 minuto 17 segundos.
El surcoreano avanzó a las semifinales en DREAM 11 y se enfrentó a Ikuhisa Minowa, un luchador japonés familiarizado con las grandes diferencias de tamaño. En el primer asalto Minowa recurrió a derribos y movimientos creativos para llevar la lucha a ras de piso, pero Choi usó su tamaño y fuerza para impedir su plan de juego; eventualmente, Minowa inmovilizó a Choi en una posición lateral y conectó golpes de rodilla, a lo que el surcoreano respondió bajando a ras de piso en una posición superior y golpeando a través de la guardia de Minowa. En el siguiente asalto, Minowa derribó a Choi e inmediatamente realizó un gancho al tobillo, logrando que se rindiera.
Se esperaba que Choi participara en DREAM 14, que se suponía que tendría lugar en Seúl, Corea del Sur. Sin embargo, muchos factores, incluido el problema de que muchas de las principales estrellas coreanas como Denis Kang y el mismo Choi no estaban disponibles en abril, contribuyeron a la cancelación del evento.

### Servicio militar e inactividad (2008-2015)
En abril de 2008, Choi se unió al ejército coreano para su servicio militar de 21 meses. Después de fallar dos pruebas médicas, fue relevado de su servicio militar. La razón principal fue un problema con la vista en su ojo izquierdo, que fue el resultado de un tumor cerebral. El 9 de junio, finalmente se extirpó el tumor mediante cirugía.
Choi no participó en ninguna competencia entre octubre de 2009 y julio de 2015. Apareció con frecuencia en programas de televisión, programas de juegos y algunas películas durante esos años. Muchos críticos creen que nunca alcanzó su mejor forma después de este largo descanso. A pesar de que técnicamente era muy limitado y en su mayoría perdió ante los mejores luchadores de K-1 y AMM, sus mayores fortalezas fueron su muy buena barbilla, su resistencia general a golpes y patadas, y un golpe de rodilla muy fuerte de muay thai. Peleadores como Carlos Toyota o David Mihajlov no tienen un índice de nocaut o poder de golpe similar al de Badr Hari, Jérôme Le Banner o Mighty Mo. Solo Mo pudo noquearlo durante el tiempo de Choi en K-1 (2005-2008), aunque el surcoreano afirmó que no había entrenado y que no estaba en forma en ese momento, y respaldó esta afirmación en la revancha al no solo aparecer en plena forma contra Mo, sino también recibiendo sus mejores golpes. Durante sus mejores días, Choi también pudo recibir todos los golpes y patadas de Bob Sapp, Semmy Schilt y Remy Bonjasky sin ser derribado ni derrotado ni una sola vez. Le Banner tuvo cuatro peleas con Mark Hunt, y lo derribó un total de tres veces, una con fuertes patadas en las piernas, otra con una patada en la cabeza y otra con un contragolpe en la cabeza, y Hunt recibió una cuenta de ocho cada vez. Hunt es considerado uno de los luchadores más resistentes en K-1 y AMM, pero aun así fue derribado por Le Banner tres veces, y también fue noqueado por una patada en el hígado de Schilt. Schilt noqueó a muchos de sus oponentes con puñetazos y patadas, y Le Banner tuvo con más del 80 % la tasa de nocaut más alta de todo K-1. Choi recibió todos los ataques a la cabeza, el cuerpo y las piernas de Le Banner y Schilt, nunca cayó al suelo y nunca recibió una cuenta de ocho en su pelea con el neerlandés y en sus dos peleas con el francés.

### Regreso

#### Road Fighting Championship
En julio de 2015, luego de 5 años y 9 meses de inactividad en el deporte de combate, dio su regreso ante el peleador brasileño Carlos Toyota, con un peso de 140 kg, el más bajo hasta el día de hoy. Perdió por nocaut en el primer asalto (múltiples golpes en la cara y la mandíbula). Toyota fue el segundo luchador además de Mighty Mo que noqueó a Choi con golpes en la cabeza.
El 26 de diciembre de 2015 compitió en el Torneo de Peso Abierto ROAD FC 027 en China. Su oponente en cuartos de final fue el chino Luo Quanchao. Choi pudo ganar la pelea por nocaut técnico en el primer asalto y avanzar a las semifinales.
En abril de 2016, luchó contra Aorigele, a quien derrotó por nocaut en el primer asalto. Choi pesaba 157 kg.
El 24 de septiembre de 2016, Choi, con un nuevo peso de pelea de 161,5 kg, compitió en la final del Torneo de peso abierto. A pesar de la intensa preparación contra Mighty Mo, quien lo noqueó con un fuerte golpe en la cabeza en 2007, Choi no pudo evitar otra derrota por nocaut con un golpe a la cabeza de Mo.

#### Kickboxing
El 6 de noviembre de 2016, Choi regresó a un ring de kickboxing por primera vez desde diciembre de 2008. En el evento Silk Road Hero Kickboxing en China, perdió por decisión unánime ante el chino Zhou Zhipeng. Choi pesaba 160 kg, mientras que Zhou pesaba solo 72 kg con una altura de 1,78 m.
El 27 de noviembre de 2017. En el evento de la AFC en Corea del Sur, derrotó al japonés Noboru Uchida por una victoria unánime por puntos.
El 15 de noviembre de 2018, luchó en el evento chino MAS FIGHT contra el luchador de wushu Yi Long, de 80 kg y 1,76 m. La pelea fue anotada bajo extrañas circunstancias como una victoria por nocaut técnico para los chinos. Yi pateó a Choi con una patada giratoria por debajo de la cintura al minuto 1:30 del primer asalto, después de lo cual Choi se sentó en el suelo con el rostro dolorido y permaneció allí durante varios minutos. El árbitro fue Tony Weeks, conocido en el boxeo y quien, entre otras peleas famosas, arbitró la pelea por el Campeonato Mundial Peso Pesado entre Wladimir Klitschko y Tyson Fury en Düsseldorf, noviembre de 2015, cuando Fury destronó al antiguo campeón Klitschko. Choi se quejó con Weeks de que Yi lo había pateado en la ingle, pero Weeks no estuvo de acuerdo y consideró que el comportamiento de Choi se negaba a pelear. Varias imágenes y fotos en cámara lenta muestran que, si bien la patada de Yi no fue claramente en la ingle, estaba debajo de la línea del cinturón.
El 11 de junio de 2019, perdió ante David Mihajlov de Hungría, quien lo envió al suelo con varios golpes en la cabeza a los 49 segundos del primer asalto, y el árbitro detuvo la pelea después de un breve conteo. Choi pesaba 150 kg y Mihajlov 110 kg. Aparte de Mighty Mo en 2007 y 2016 y Carlos Toyota en 2015, Mihajlov fue el tercer hombre en noquear a Choi con golpes a la cabeza.

## Campeonatos y logros

### Ssireum
- 41° Cheonhajangsa Ssireum Championship in 2003 (campeón)

### Kickboxing
- K-1
  - K-1 World Grand Prix 2005 in Seoul (campeón)

### Artes marciales mixtas
- DREAM
  - DREAM 11 Super Hulk 2009 (semifinalista)

- Road Fighting Championship
  - Road FC 2016 (subcampeón)

## Registro de kickboxing
| Resultado | Récord | Oponente            | Método                        | Evento                                                 | Fecha                    | Asalto    | Tiempo       | Localización                      | Notas |
| --------- | ------ | ------------------- | ----------------------------- | ------------------------------------------------------ | ------------------------ | --------- | ------------ | --------------------------------- | ----- |
| Derrota   | 13–9   | David Mihajlov      | KO                            | AFC                                                    | 11 de junio de 2019      | 1         | 0:49         | Corea del Sur                     |       |
| Derrota   | 13–8   | Yi Long             | TKO                           | MAS FIGHT                                              | 15 de noviembre de 2018  | 1         | 1:30         | China                             |       |
| Victoria  | 13–7   | Uchida Noboru       | Decisión (unánime)            | AFC                                                    | 27 de noviembre de 2017  | 3         | 3:00         | Corea del Sur                     |       |
| Derrota   | 12–7   | Zhou Zhipeng        | Decisión (unánime)            | Silk Road Hero Kickboxing                              | 6 de noviembre de 2016   | 3         | 3:00         | China                             |       |
| Derrota   | 12–6   | Ray Sefo            | Decisión (unánime)            | K-1 World GP Final 2008                                | 8 de diciembre de 2008   | 3         | 3:00         | Yokohama, Japón                   |       |
| Derrota   | 12–5   | Badr Hari           | TKO (detención de la esquina) | K-1 Seoul GP 2008                                      | 29 de septiembre de 2008 | 3 REVISAR | 3:00 REVISAR | Seúl, Corea del Sur               |       |
| Derrota   | 12–4   | Jérôme Le Banner    | Decisión (unánime)            | K-1 World GP Final 2007                                | 8 de diciembre de 2007   | 3         | 3:00         | Yokohama, Japón                   |       |
| Victoria  | 12–3   | Mighty Mo           | Decisión (mayoría)            | K-1 Seoul GP 2007                                      | 29 de septiembre de 2007 | 3         | 3:00         | Seúl, Corea del Sur               |       |
| Victoria  | 11–3   | Gary Goodridge      | KO (rodillazos)               | K-1 Hong Kong GP 2007                                  | 5 de agosto de 2007      | 1         | 1:34         | Hong Kong                         |       |
| Victoria  | 10–3   | Mike Malone         | KO                            | K-1 World Grand Prix 2007 in Hawaii                    | 28 de abril de 2007      | 2         | 2:02         | Hawái, Estados Unidos             |       |
| Derrota   | 9–3    | Mighty Mo           | KO (golpe)                    | K-1 Yokohama GP 2007                                   | 4 de marzo de 2007       | 2         | 0:50         | Yokohama, Japón                   |       |
| Derrota   | 9–2    | Jérôme Le Banner    | Decisión (unánime)            | K-1 World Grand Prix 2006 in Osaka Opening Round       | 30 de septiembre de 2006 | 4         | 3:00         | Osaka, Japón                      |       |
| Victoria  | 9–1    | Akebono Tarō        | KO (gancho izquierdo)         | K-1 World Grand Prix 2006 in Sapporo                   | 30 de julio de 2006      | 2         | 0:57         | Sapporo, Japón                    |       |
| Victoria  | 8–1    | Semmy Schilt        | Decisión (dividida)           | K-1 World Grand Prix 2006 in Seoul                     | 3 de junio de 2006       | 3         | 3:00         | Seúl, Corea del Sur               |       |
| Victoria  | 7–1    | Sylvester Terkay    | Decisión (unánime)            | K-1 World Grand Prix 2006 in Las Vegas                 | 29 de abril de 2006      | 3         | 3:00         | Las Vegas, Nevada, Estados Unidos |       |
| Derrota   | 6–1    | Remy Bonjasky       | Decisión (unánime)            | K-1 World Grand Prix 2005                              | 19 de noviembre de 2005  | 3         | 3:00         | Tokio, Japón                      |       |
| Victoria  | 6–0    | Oliver McCall       | Decisión (mayoría)            | K-1 World Grand Prix 2005 in Tokyo - Final Elimination | 23 de septiembre de 2005 | 3         | 3:00         | Tokio, Japón                      |       |
| Victoria  | 5–0    | Akebono Tarō        | TKO (detención del árbitro)   | K-1 World Grand Prix 2005 in Hawaii                    | 29 de julio de 2005      | 1         | 2:52         | Hawái, Estados Unidos             |       |
| Victoria  | 4–0    | Tom Howard          | KO (rodillazo)                | K-1 World Grand Prix 2005 in Hiroshima                 | 14 de junio de 2005      | 1         | 2:11         | Hiroshima, Japón                  |       |
| Victoria  | 3–0    | Kaoklai Kaennorsing | Decisión (unánime)            | K-1 World Grand Prix 2005 in Seoul                     | 19 de marzo de 2005      | 4         | 3:00         | Seúl, Corea del Sur               |       |
| Victoria  | 2–0    | Akebono Tarō        | TKO (detención de la esquina) | K-1 World Grand Prix 2005 in Seoul                     | 19 de marzo de 2005      | 1         | 0:24         | Seúl, Corea del Sur               |       |
| Victoria  | 1–0    | Wakashoyo           | KO (gancho izquierdo)         | K-1 World Grand Prix 2005 in Seoul                     | 19 de marzo de 2005      | 1         | 1:40         | Seúl, Corea del Sur               |       |

## Registro de artes marciales mixtas
| Resultado | Récord | Oponente            | Método                        | Evento                      | Fecha                    | Asalto | Tiempo | Localización        | Notas |
| --------- | ------ | ------------------- | ----------------------------- | --------------------------- | ------------------------ | ------ | ------ | ------------------- | ----- |
| Derrota   | 4–5    | Mighty Mo           | KO (golpe)                    | Road FC 033                 | 24 de septiembre de 2016 | 1      | 4:06   | Seúl, Corea del Sur |       |
| Victoria  | 4–4    | Aorigele            | KO (golpe)                    | Road FC 030: In China       | 16 de abril de 2016      | 1      | 3:14   | Beijing, China      |       |
| Victoria  | 3–4    | Quanchao Luo        | TKO (detención de la esquina) | ROAD FC 027: In China       | 26 de diciembre de 2015  | 1      | 3:14   | Shanghái, China     |       |
| Derrota   | 2–4    | Carlos Toyota       | KO (golpe)                    | ROAD FC 024: In Japan       | 25 de julio de 2015      | 1      | 1:29   | Tokio, Japón        |       |
| Derrota   | 2–3    | Ikuhisa Minowa      | Rendición (heel hook)         | DREAM 11                    | 6 de octubre de 2009     | 2      | 1:27   | Yokohama, Japón     |       |
| Victoria  | 2–2    | José Canseco        | TKO (rendición a golpes)      | DREAM 9                     | 26 de mayo de 2009       | 1      | 1:17   | Yokohama, Japón     |       |
| Derrota   | 1–2    | Mirko Filipovic     | TKO (patadas a las piernas)   | Fields Dynamite!! 2008      | 31 de diciembre de 2008  | 1      | 6:32   | Saitama, Japón      |       |
| Derrota   | 1–1    | Fiódor Yemeliánenko | Rendición (armbar)            | Yarennoka!                  | 31 de diciembre de 2007  | 1      | 1:58   | Saitama, Japón      |       |
| Victoria  | 1–0    | Bobby Ologun        | TKO (golpes)                  | K-1 PREMIUM 2006 Dynamite!! | 31 de diciembre de 2006  | 1      | 0:16   | Osaka, Japón        |       |